# 神様!!BOMB!
『神様!!BOMB!』（かみさま ボム）は、1996年10月3日から1997年9月25日まで日本テレビ系列局で放送された中京テレビ製作のトークバラエティ番組。日本テレビ系全国ネットの深夜番組放送枠『TVじゃん!!』木曜の番組として放送。

## 概要
司会のヒロミとスタジオ出演者に選出された一般女性たちが、毎回様々なテーマに基いてトークを繰り広げていた番組である。同じく日本テレビ系列局で放送のトークバラエティ『恋のから騒ぎ』とよく似た主旨の番組で、『から騒ぎ』と同様に女性出演者たちの入れ替えが行われていた。
番組の冒頭では、ヒロミが投げかけた質問に対し面白い回答をした女性出演者たちのVTRを中心に流していた。そして放送中期からは、番組の終了間際に『ヒミツの数字』というコーナーを実施するようになった。これは、女性出演者たちにあれこれと質問をし、その際に返ってきた数字を元にナンバーズに挑戦するというものであった。
番組放送末期の1997年8月に、女性出演者たちの一部を選出するオーディションが行われる様子やある回での番組の収録風景などを掲載した関連書籍『あのコがテレビに出てるワケ』が出版された。
ほぼ無名時代のはるな愛がテレビで初めて元男性をカミングアウトしたことでも有名である（その日のゲスト：ルー大柴、山田邦子・アシスタント：YOU・その他の女性出演者に後藤久美子がいた）。

## 出演者
- MC・アシスタント
  - ヒロミ
  - 早坂好恵（初代アシスタント）
  - YOU （2代目アシスタント） - 妊娠のため、番組終了間際に降板。
  - MIE （3代目アシスタント） - 番組終了前のわずか1か月間だけ出演。

- 一般出演者
  - 清原るみこ
  - 舘田知里
  - 花嶋直美
  - 清原ナオ
  - 石坂夕子
  - 荒川ひろみ
  - 田中真紀子
  - 植井まき

ほか
| 日本テレビ系列 木曜日24時台           | 日本テレビ系列 木曜日24時台    | 日本テレビ系列 木曜日24時台                                                                                                 |
| 前番組                                | 番組名                         | 次番組 |
| ------------------------------------- | ------------------------------ | --- |
| ここにシャチあり!! （中京テレビ製作） | 神様!!BOMB! （中京テレビ製作） | キスだけじゃイヤッ! （読売テレビ製作） ※ここから『ZZZ』木曜第1部ビリビリさせて （中京テレビ製作） ※ここから『ZZZ』木曜第2部 |